# Literaturnaja gaseta
Die Literaturnaja gaseta (russisch Литературная газета „Literaturzeitung“) ist eine auf kulturelle Themen spezialisierte russische Wochenzeitung. Sie besteht mit Unterbrechungen seit 1830 und gehört damit zu den ältesten ihrer Art auf dem russischen Pressemarkt.

## Geschichte
Die Literaturnaja gaseta erschien erstmals am 1. Januar 1830. Sie wurde damals von einer kleinen Autorengruppe gegründet, zu der unter anderem die Dichter Anton Delwig, Alexander Puschkin und Pjotr Wjasemski gehörten. Die neue Zeitung sollte vor allem Nachwuchsautoren Platz für Veröffentlichung ihrer Werke bieten. In dieser Form erschien sie bis zum 30. Juni 1831 sowie in den Jahren 1840–1849. Bis zu dieser Zeit ließen dort neben Puschkin unter anderem auch Nikolai Gogol, Jewgeni Baratynski, Nikolai Nekrassow und Alexei Kolzow einige ihrer Werke drucken, meist unter Verwendung von Pseudonymen.
Erst einige Jahre nach der Oktoberrevolution wurde die Zeitung erneut aufgelegt. Die erste Ausgabe erschien am 22. April 1929, wobei die Zeitung nunmehr staatlich kontrolliert war und das zentrale Blatt des Sowjetischen Schriftstellerverbandes sein sollte. Seit 1967 erscheint sie immer mittwochs und verwendet das seitdem fast unveränderte Logo, das auch Profilabbildungen Puschkins und Maxim Gorkis enthält. Der Themenbereich der Zeitung wurde wesentlich erweitert und besteht seitdem nicht nur aus Literatur, sondern auch tagesaktuellen gesellschaftlich-politischen Themen sowie weiten Bereichen der Kunst und der Wissenschaft. Der Schwerpunkt blieb jedoch im literarischen Bereich; zu Sowjetzeiten ließen dort nahezu alle damals bekannten Autoren ihre Werke veröffentlichen. Entsprechend hoch war die Popularität der Literaturnaja gaseta: Ende der 1980er-Jahre erreichte ihre Auflage gut sechs Millionen.
1990 war die Literaturnaja gaseta eine der ersten sowjetischen Zeitungen, die sich für unabhängig erklärte. Seit 1997 wird sie von einem eigens gegründeten Verlagshaus mit Sitz in Moskau herausgegeben.

## Gegenwart
Die heutige Auflage der Zeitung beträgt 83.000 Exemplare. Sie erscheint nach wie vor einmal in der Woche mittwochs und wird auf dem gesamten Gebiet der ehemaligen Sowjetunion und vereinzelt auch im Ausland vertrieben. Mittlerweile gilt sie als eher konservativ. Chefredakteur ist seit 2001 der Publizist und Schriftsteller Juri Poljakow.